# 나그네와 마술사
《나그네와 마술사》(Travellers And Magicians)는 부탄에서 제작된 키엔츠 노부 감독의 2003년 드라마 영화이다. 티세왕 댄덥 등이 주연으로 출연하였고 레이몬드 스타이너 등이 제작에 참여하였다.

## 출연

### 주연
- 티세왕 댄덥
- 소남 라모
- 르하크파 도르지
- 데키 양좀
- 소남 킹

### 조연
- 네텐 초클링

## 기타
- 미술: 레이몬드 스타이너